# Новозеландський морський котик
Новозеландський морський котик (Arctocephalus forsteri) — представник підродини Південних морських котиків родини Отарієві (Otariidae).

## Опис
Розмір тулуба у самців та самок різні. Перші дещо більше й мають довжину 250 см і вагу до 180 кг, самиці – 150 см у довжину і вагу – 70 кг. Шкіра – сіро-коричнева. У самців є грива.
Харчується новозеландський морський котик здебільшого рибою

## Розповсюдження
Ці тварини мешкають здебільшого на південному острові Нової Зеландії, на півдні Тасманії та Австралії. Також зустрічаються на островах Кемпбелл, архіпелагах Баунті, Чатем та Окленд. Деякі з котиків допливають до Нової Каледонії.

## Спосіб життя
Новозеландський морський котик веде сезонне життя. Взимку він перебуває здебільшого у морі, а влітку – на березі. Тут створює лежбища. Самці заводять т. зв. гареми, які існують близько 2 місяців. У цей час відбувається спарювання, линяння, а також народження дитинчати. Одна самка народжує 1 котика.

## Стосунки з людиною
До кінця XIX ст. популяція новозеландських морських котиків була величезною. Втім після заселення Нової Зеландії та Австралії набуло розвиток полювання людини за ними. До 1925 року величезні поселення котиків були майже винищені. Тому у Новій Зеландії у 1978 році було прийнято Закон, який забороняв полювання на цих тварин та брав їх під охорону. Сьогодні у Новій Зеландії нараховується близько 60 тисяч новозеландських морських котиків, а у Австралії – близько 35 тисяч.